# Vychyvanka

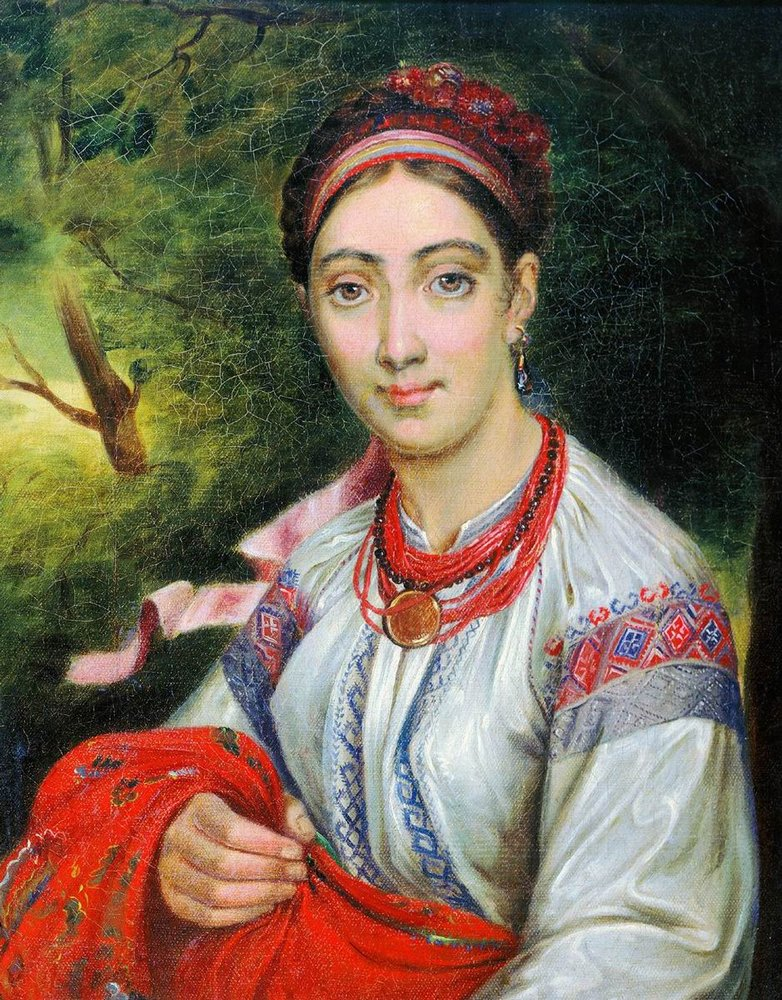
Femme de Podolie par Vassili Tropinine, vers 1820.

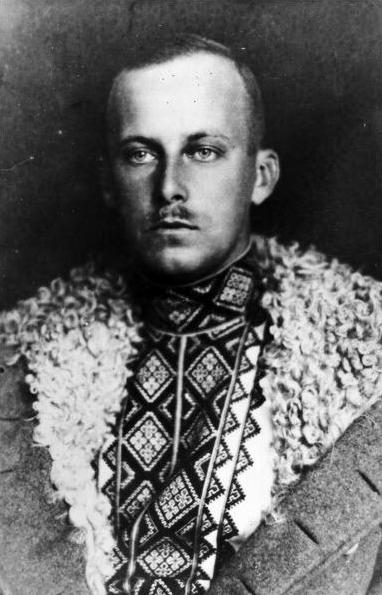
L'archiduc d'Autriche Guillaume portant une vychyvanka.

La vychyvanka (en ukrainien : вишиванка ; en russe : вышиванка ; en biélorusse : вышыванка ; litt. : « broderie ») désigne les motifs de broderie traditionnels slaves orientaux, particulièrement répandus en Ukraine et qui y sont considérés comme un bien culturel national. Des broderies semblables peuvent également être trouvées en Biélorussie et en Russie.

## Historique
Les vychyvankas présentes sur les vêtements du début du Moyen Âge auraient principalement servi comme talismans. Les broderies étaient particulièrement portées aux endroits où les mauvais esprits étaient supposés pénétrer dans le corps du porteur : par exemple le long du col, des poignets ou des épaules.
Les motifs remontent au début du Moyen Âge, mais de nombreuses variantes ne sont apparues qu'au XIXe siècle. L'archiduc d'Autriche Guillaume de Habsbourg-Lorraine (1895–1948) était ukrainophile et a souvent porté la vychyvanka à partir du moment de la Première Guerre mondiale, et était ainsi surnommé Wasil Vychyvaniy (littéralement : Basile le Brodé) en ukrainien, un pseudonyme qu'il a employé lui-même après la guerre. La place Vychyvanoho dans la ville de Lviv a été nommée en son honneur.
En Union soviétique, la tradition de la vychyvanka a été préservée et elle y a été produite en série. Nikita Khrouchtchev portait souvent une chemise brodée. Le motif de la vychyvanka fait partie également du drapeau de la Biélorussie.

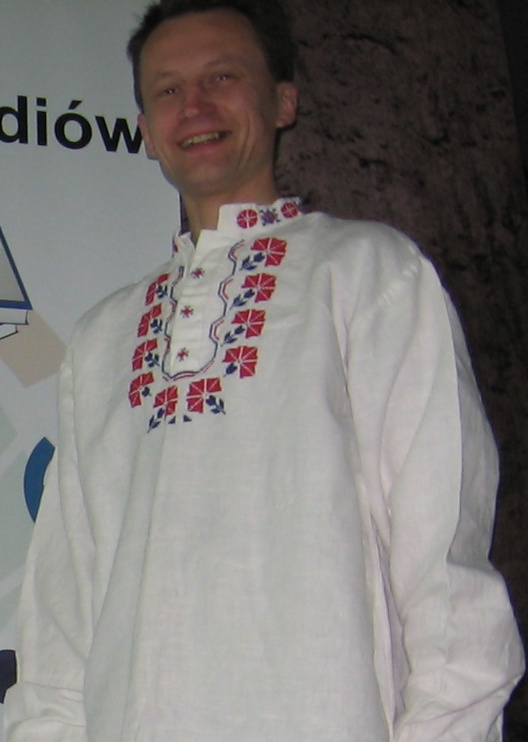
Exemple de chemise vychyvanka de Biélorussie.

Motif de vychyvanka dans le drapeau biélorusse.

## Célébration
La « journée de la vychyvanka » est célébrée en Ukraine le troisième jeudi du mois de mai Ce jour-là, de nombreux Ukrainiens portent des vychyvankas pour démontrer leur attachement à l'idée d'identité et d'unité nationale et pour montrer leur patriotisme. Les fonctionnaires de l'État, y compris les fonctionnaires municipaux, des tribunaux et du gouvernement et le chef de l'État, peuvent prendre part à la célébration.

## Exemples ukrainiens

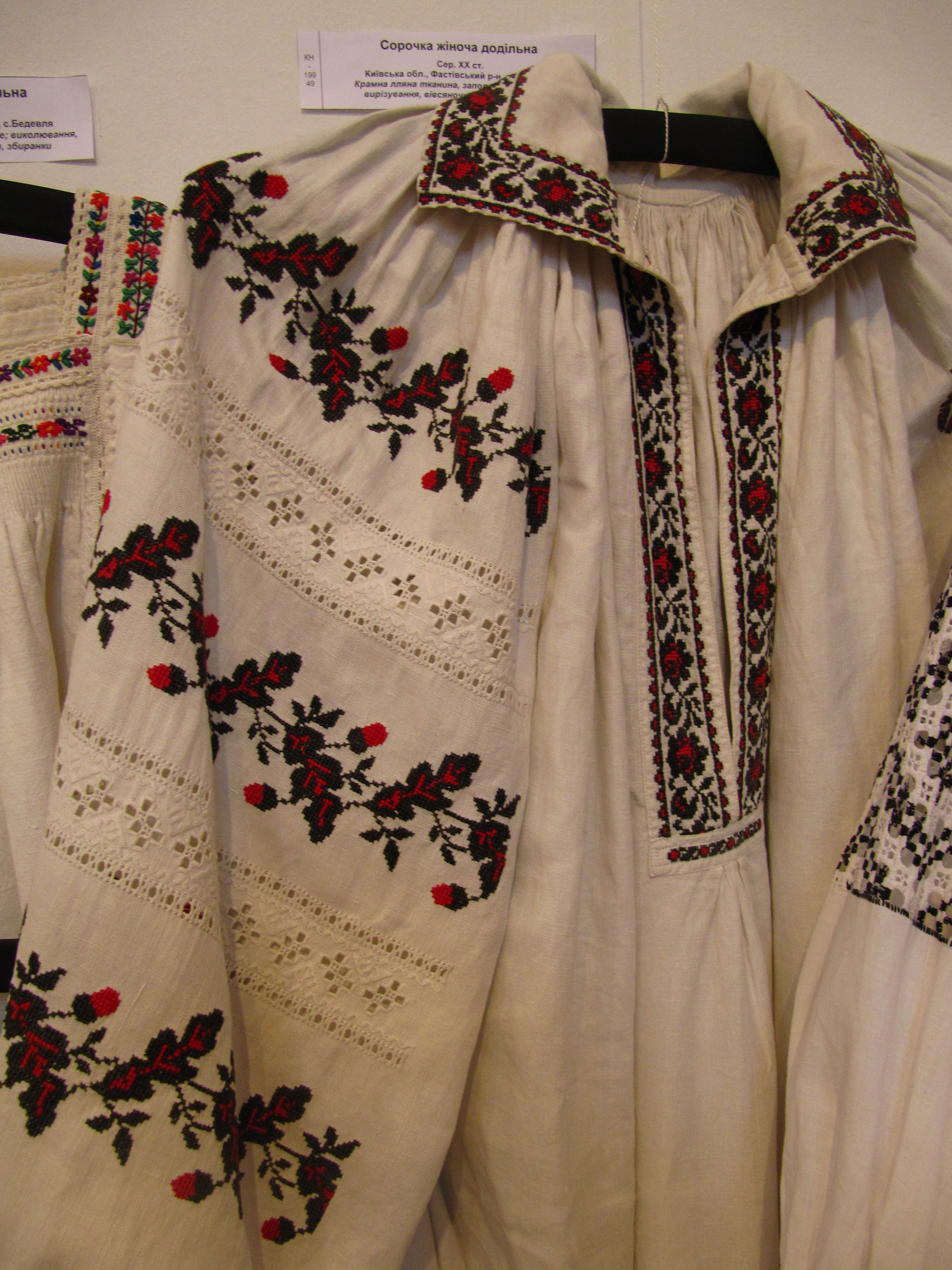
Motif de Kiev
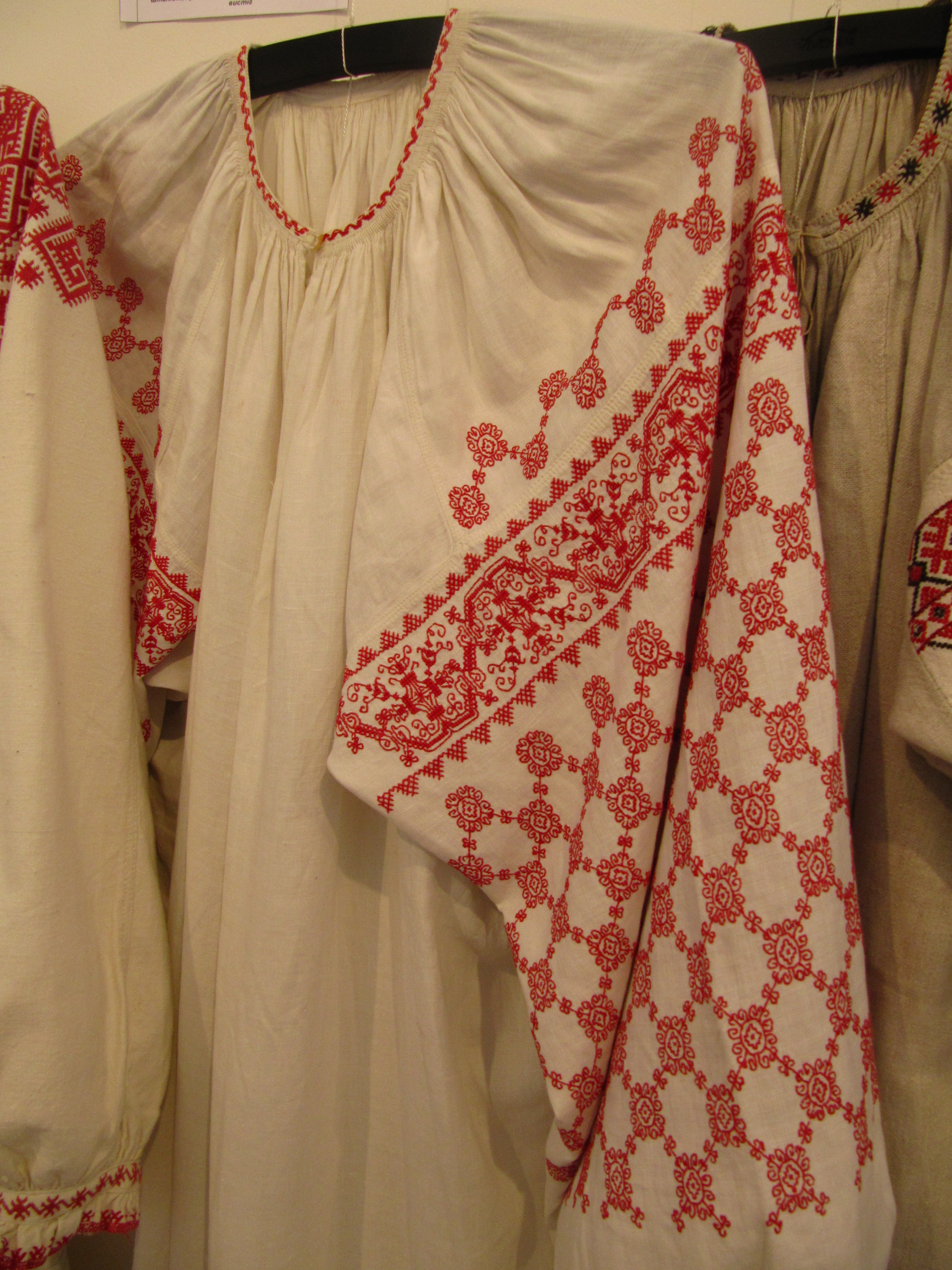
Motif de Tcherkassy
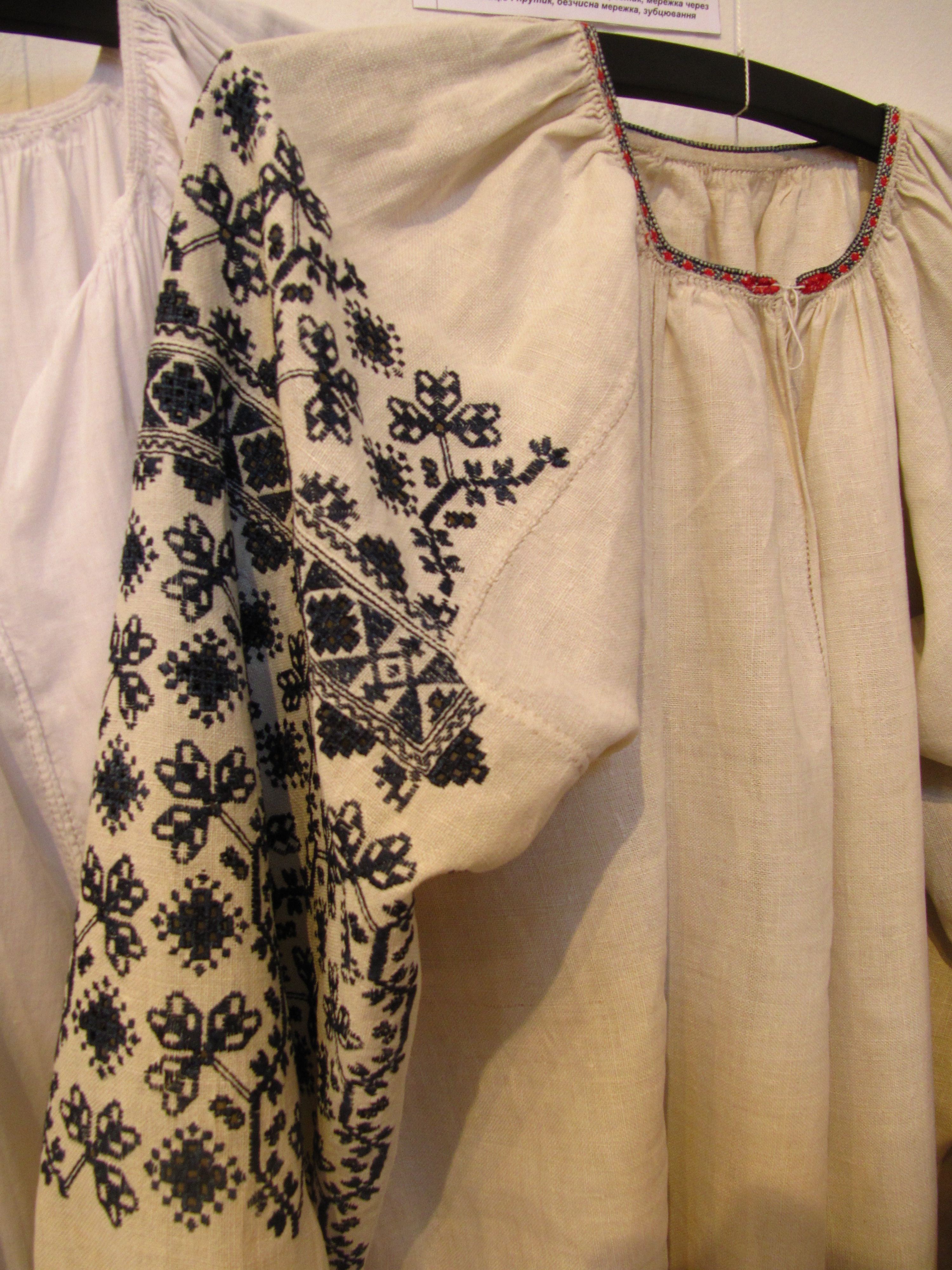
Motif de Poltava
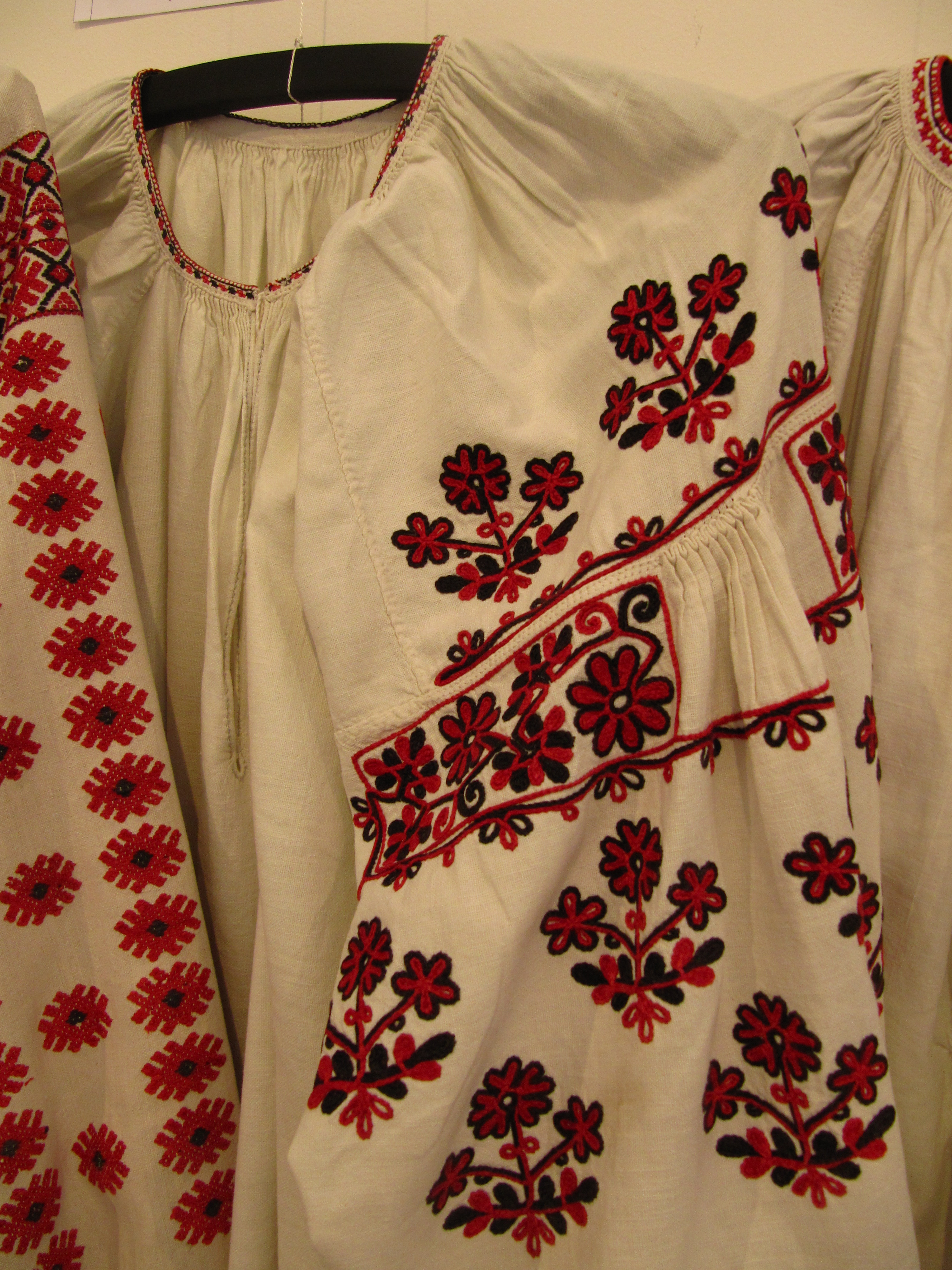
Motif de Poltava